# Danjel Nam
Danjel Nam eller Danjel Ji-Soo Nam Lindberg, född 1978 i Seoul, Sydkorea, är en svensk kultur- och samhällsjournalist och radioproducent. Han är utbildad vid Dramatiska institutets radio- och Tv-produktionslinje, 2004–2006.
Danjel Nam har arbetat för ett flertal program inom Sveriges Radio; hyllade Livet & Döden (P1), modeprogrammet  Stil (P1) som leds av Susanne Ljung, Flipper (P3), Medierna (P1), dokumentärserien "Alla älskar Stig", (P1) om SD:s väg in i kommunfullmäktige i Fagersta kommun 2010, Flykt (P1), och som producent och reporter för det dokumentära samhällsprogrammet Verkligheten (P3).
Under sommaren 2011 och 2012 var han programledare för Kropp och själ (P1).
Utöver det har Nam varit producent och radiopedagog på Fanzingo i Alby och föreläsare på JMK (Enheten för journalistik, medier och kommunikation vid Stockholms universitet) i radioberättande och intervjuteknik samt ljudtekniker för filmen "Objects of desire" av amerikanska dokumentärfilmaren Deann Borshay Liem.
Som frilansskribent har han skrivit kulturanalyser och samhällskritiska texter för tidskrifterna Bang, Arena, Form, Mana, Re:public Service, Kom Ut, Ottar,  Odd At Large och i tidningarna Teatertidningen, Expressen, och ETC.
Radiodokumentären "Nyfiken på gul"  (även känt som "Mamma kines, pappa japan" i P3) fick ett hedersomnämnande på Radio Tempo Award 2009. 
Han har även gjort en dokumentär för P3 om terrorattentatet under Olympiska sommarspelen 1972 i München.
Nam skriver en reportagebok inom samma område; om bilden av östasiater i Sverige.